# Olhahali
Olhahali est une petite île inhabitée des Maldives. L'hôtel Lux North Male Atoll y ouvre en avril 2018.

## Géographie
Olhahali est située dans le centre des Maldives, dans le Nord de l'atoll Malé Nord, dans la subdivision de Kaafu. 